# Kauru (rivière)

La rivière Kauru (en =anglais : Kauru River) est un cours d’eau de la région d’Otago dans l’Île du Sud de la Nouvelle-Zélande.

## Géographie
C’est un affluent de la rivière Kakanui, Elle prend naissance à l’est de la chaîne de Kakanui et elle s’écoule dans la rivière Kakanui à l’ouest de « Kia Ora « .